# Британско-ирландские отношения
Британско-ирландские отношения — двусторонние дипломатические отношения между Великобританией и Ирландией. Протяжённость государственной границы между странами составляет 443 км.

## История
В конце XII века остров Ирландия был завоеван Королевством Англия.
В 1798 году произошло восстание ирландцев против английского владычества, которое закончилось неудачно. Премьер-министр Великобритании Уильям Питт Младший через два года после восстания стал автором Акта об унии Великобритании и Ирландии, в результате чего было образовано Соединённое Королевство Великобритании и Ирландии.
В начале XX века в Ирландии число сторонников независимости начало увеличиваться. Большинство ирландцев поддерживали идеи Чарльза Стюарта Парнелла о предоставлении Ирландии автономии. Были также сторонники движения Шинн Фейн, основанного в 1905 году Артуром Гриффитом, которое выступало за полную независимость от Лондона. Однако, протестантское меньшинство Ольстера сумело отсрочить референдум о Гомруле до мая 1914 года, а затем, с началом Первой мировой войны, вопрос о Гомруле был снят с повестки дня. Тем временем сторонники Шинн Фейн создали организацию Ирландские добровольцы.
В 1916 году воспользовавшись участием британских вооружённых сил в Первой мировой войне, ирландские националисты организовали Пасхальное восстание, чтобы заставить британцев пересмотреть статус Ирландии. Ирландцы захватили Здание главного почтамта в Дублине и провозгласили Ирландскую независимую республику. Восстание подавлено британцами, большинство лидеров ирландских националистов были казнены, за исключением Оуэна Макнейла, Имона де Валеры и Уильяма Томаса Косгейва, которым смертные приговоры были заменены пожизненным заключением, а затем амнистированы в 1917 году. Жесткая реакция британского правительства по отношению к восставшим шокировала общественность Ирландии. На парламентских выборах 1918 года в Ирландии партия Шинн Фейн получила большинство голосов. Ирландские националисты отказались прибыть в Парламент Великобритании и остались в Ирландии, заняв места в Палате представителей и провозгласив независимость Ирландской Республики с избранием Имона де Валеры президентом. Ирландские добровольцы были реорганизованы в Ирландскую республиканскую армию (ИРА), которая приняла участие в войне против британских вооружённых сил, в результате которой обе стороны понесли тяжёлые потери.
Британское правительство жёстко отвечало на деятельность ирландских националистов, организовав с 1920 года военно-полицейские силы Чёрно-коричневых, репрессивная деятельность которых привела к террористическим действиям со стороны ИРА. Затем премьер-министр Великобритании Дэвид Ллойд Джордж стал инициатором принятия Акта о правительстве Ирландии, разделивший Ирландию на две части. Акт имел целью создать отдельные учреждения самоуправления для двух новых регионов Ирландии: шесть северо-восточных графств должны были стать Северной Ирландией, тогда как большая часть территории должна была получить название «Южная Ирландия». Оба региона Ирландии должны были остаться частью Великобритании, и было предусмотрено их объединение в будущем по учреждениям самоуправления. Ирландские националисты, добивающиеся независимости, не удовлетворились статусом автономии и премьер-министр Дэвид Ллойд Джордж был вынужден вступить с ними в переговоры. 6 декабря 1921 года в Лондоне был подписан Англо-ирландский договор по результатам которого было принято решение о создании Ирландского Свободного государства (доминиона в Содружестве наций). В январе 1922 года Англо-ирландский договор ратифицирован Палатой представителей Ирландии.
Имон де Валера воспринял ратификацию Англо-ирландского договора как предательство и ушёл в отставку, возглавив республиканскую оппозицию, поддерживаемую значительной частью членов Шинн Фейн и ИРА. В стране сформировались противоборствующие группы: временное правительством во главе с Майклом Коллинзом и избранным президентом Артуром Гриффитом, а с другой стороны католическое духовенство, Шинн Фейн и ИРА, которые отказались признавать договор о разделе страны на две части. На парламентских выборах в июне 1922 года большинство получили сторонники мирного договора (58 мест против 38 у республиканцев). Противоречия между сторонами усиливались и в результате началась гражданская война. 12 августа 1922 году Артур Гриффит скончался от сердечного приступа, а Майкл Коллинз был убит повстанцами ИРА 22 августа 1922 года. Палата представителей Ирландии избрала президентом Уильяма Томаса Косгрейва, который разработал конституцию Ирландского Свободного государства. 6 декабря 1922 года было провозглашено создание Ирландского Свободного государства, после того как конституция получила Королевскую санкцию. 7 декабря 1922 года, на следующий день после создания Ирландского Свободного государства, 6 северных графств Ирландии проголосовали за то, чтобы остаться частью Великобритании со статусом Гомруля, с собственным парламентом и правительством. Гражданская война в Ирландии закончилась в мае 1935 года.
Во главе Ирландского Свободного государства с 1922 по 1932 год Уильям Томас Косгрейв проводил миролюбивую политику по отношению к Великобритании, что позволило экономике страны ощутить существенный рост за счет сельскохозяйственного сектора. Однако политика президента приносила больше пользы крупным помещикам, чем крестьянам и понесла большие потери во время Великой депрессии в 1929 году. В 1932 году прошли парламентские выборы в Ирландии на которых Уильям Томас Косгрейв потерпел поражение, а к власти пришёл Имон де Валера, кандидат от республиканцев. Для сокращения влияния Великобритании в Ирландии Имон де Валера принял несколько мер: принял присягу перед Палатой представителей Ирландии, а не перед королем Великобритании; прекратил гашение государственного долга Великобритании, что привело к экономической войне между странами. В декабре 1937 года была принята конституция Ирландии, Ирландское Свободное государство прекратило своё существование, а вместо него была провозглашена Ирландия, объявленная суверенным, независимым и демократическим государством. Должность генерал-губернатора Ирландского Свободного государства была упразднена, вместо неё введена должность президента, избираемого в соответствии с всеобщим избирательным правом. В 1938 году было достигнуто соглашение с Великобританией о прекращении экономической войны.
В 1939 году началась Вторая мировая война в которой  Ирландия следовала политике нейтралитета, но многие ирландцы вступали добровольцами в состав вооружённых сил стран Антигитлеровской коалиции. В 1948 году в Ирландии произошёл экономический кризис и Имон де Валера проиграл выборы, к власти пришёл Джон Костелло из партии Фине Гэл. В 1948 году парламент принял Акт о Республике Ирландия, который вступил в силу в Светлый понедельник 1949 года (к годовщине Пасхального восстания в 1916 году). Была провозглашена Республика Ирландия, и страна покинула Содружество наций. В ответ парламент Великобритании принял Акт об Ирландии, согласно которому статус Северной Ирландии не может быть изменён без согласия Лондона. В результате перспективы воссоединения острова под единым флагом стали ничтожны, но на тот момент статус Северной Ирландии не являлся в числе приоритетных для Дублина. В 1960-е годы в Северной Ирландии разгорелся внутренний конфликт между сторонниками союза с Великобританией и ирландскими националистами, окончившийся в 1998 году подписанием Белфастского соглашения.
В мае 2011 года состоялся первый в истории официальный визит королевы Великобритании Елизаветы II на территорию независимой Ирландии. В апреле 2014 года президент Ирландии Майкл Хиггинс совершил ответный визит в Лондон.

## Торговля
Великобритания является крупнейшим торговым партнёром Ирландии. В 2017 году объём товарооборота между странами составил сумму около 65 млрд. евро.